# María Grazia Polanco
María Grazia Angelina Polanco Piña (Chorrillos, 2 de diciembre de 1994) es una cantante y presentadora de televisión peruana. 
En el ámbito musical, alcanzó reconocimiento por haber sido la vocalista de la banda musical de salsa y timba Orquesta Bembé durante los años 2018 y 2024, para más tarde, iniciar su carrera como solista bajo el simple nombre de María Grazia.
Por otro lado, en el ámbito televisivo, se desempeña en la conducción del programa televisivo Domingos de fiesta de TV Perú desde el año 2023.

## Biografía

### Primeros años
Nació el 2 de diciembre de 1994 en Chorrillos, distrito de la capital Lima, bajo el nombre completo de María Grazia Angelina Polanco Piña, proveniente de una familia de clase media.

### Trayectoria
Comenzó su carrera artística desde los 13 años, participando en una actuación de su colegio, tras reprobar una materia. Al poco tiempo, se desempeñó como vocalista recurrente de una orquesta local, reemplazando a su hermana mayor, quien también es cantante. A los 18 años, estudió realizó sus estudios superiores de marketing y neuromarketing.
En el año 2012, Polanco se integra a la banda musical de salsa y timba Son Habana, donde permanecería por un breve tiempo.
Pero fue hasta febrero de 2018, cuando fue anunciada para ser parte del otro conjunto de género Orquesta Bembé, desempeñando en el rol de vocalista principal y figura soporte del grupo, compartiendo escenarios con otros artistas como Varo Vargas, logrando asi alcanzar al estrellato. En solitario, previo a la incorporación estrena su recopilatorio debut «No te he robado nada» de la cantante chilena Myriam Hernández en 2018.[cita requerida]
Con la Orquesta Bembé, Polanco interpretó la versión de «Amigos no por favor» en 2019, interpretado originalmente por la cantante mexicana Yuridia. Seguidamente, en el año 2021, estrena la canción «Ven y dime» y la versión de «Ven, devórame otra vez» de Lalo Rodríguez en 2023. Gracias a su éxito musical, le ha valido una nominación en la categoría «Mejor artista femenina» a los Premios Radiomar 2021, organizada por la emisora Radiomar.
En el año 2021, concursa en el reality de talentos El artista del año de América Televisión sin conseguir el éxito. Tuvo una participación especial en el segmento La reina de la salsa del magacín del mismo canal En boca de todos.
Se incursiona como presentadora de televisión, asumiendo la conducción del programa musical Domingos de fiesta de TV Perú al lado del actor Santiago Suárez en 2023, reemplazando a Cielo Torres y permaneciendo en el rol en la actualidad.
Tras anunciar su salida de Orquesta Bembé después de seis años de actividad, lanza su faceta solista en agosto de 2024 bajo el simple nombre artístico de María Grazia, debutando con la versión de «Mi vida sin tu amor» de Cristian Castro, obteniendo una gran aceptación en la plataforma YouTube. El 23 de agosto de ese año, hizo su presentación presencial de manera oficial en la salsoteca La Casa de la Salsa, ubicada en el distrito de La Victoria. Seguido, lanza los recopilatorios Mix La India y Mix Karol G.[cita requerida]
En el año 2025, estrena el siguiente material «Si tu eres mi hombre y yo tu mujer», manteniendo el estilo de la salsa y timba. Adicionalmente, prestó su colaboración con la cantante Kate Candela para el lanzamiento de la canción «Tarde lo conocí» y fue intérprete del sencillo El karma, incluyendo una versión cumbia peruana del mismo tema.
En ese mismo año, Polanco estrena su primer álbum en vivo María Grazia en concierto con lo mejor de su repertorio musical.[cita requerida]
En ese mismo año, fue anunciada dentro del reparto principal del musical-espectáculo Reina de corazones 90 al lado de las actrices y cantantes Gina Yangali, Mayra Goñi, Cielo Torres, Natalia Salas y Ximena Palomino. El proyecto sería realizado en la Cúpula de las Artes, contando con Raúl Zuazo en la dirección general y Diego Dibós en la dirección musical.

## Discografía

### Álbum de estudio
- 2025: María Grazia en concierto

### Sencillos
- 2018: «No te he robado nada» (cover)
- 2024: «Mi vida sin tu amor» (cover)
- 2024: «Entonces que somos»
- 2025: «Si tu eres mi hombre y yo tu mujer»
- 2025: «El karma»
- 2025: «El karma (versión cumbia)»
- 2025: «Tarde lo conocí» (ft. Kate Candela)

## Créditos

### Televisión
- El artista del año (América Televisión; 2021), participante. Reality show de talentos.
- Domingos de fiesta (TV Perú; desde 2023), presentadora. Programa musical.

### Teatro
- Reina de corazones 90 (2025), protagonista. Musical-espectáculo.